# 蓬德鲁瓦德-韦尔蒙当
蓬德鲁瓦德-韦尔蒙当（法語：Pont-de-Roide-Vermondans，法語發音：[pɔ̃ də ʁwad vɛʁmɔ̃dɑ̃]）是法国杜省的一个市镇，属于蒙贝利亚尔区。

## 历史
该市镇于1973年由原市镇蓬德鲁瓦德（Pont-de-Roide）和韦尔蒙当（Vermondans）合并而成，合并后的市镇名称仍为“蓬德鲁瓦德”，直到2014年才更名为“蓬德鲁瓦德-韦尔蒙当”（Pont-de-Roide-Vermondans）。

## 地理
蓬德鲁瓦德-韦尔蒙当（47°23'5"N, 6°46'12"E）面积13.58 平方千米，位于法国勃艮第-弗朗什-孔泰大區杜省，该省份为法国东部内陆省份，北起上索恩省，西接汝拉省，东部及东南部与瑞士接壤，东北部与贝尔福地区省接壤。
与蓬德鲁瓦德-韦尔蒙当接壤的市镇（或旧市镇、城区）包括：埃屈尔塞、努瓦尔方丹、欧特绍鲁瓦德、布尔吉尼翁、埃科、蒙泰什鲁、讷沙泰勒于蒂耶尔、皮埃尔方丹-莱布拉蒙、雷蒙当-韦夫尔、维拉尔苏当茹。

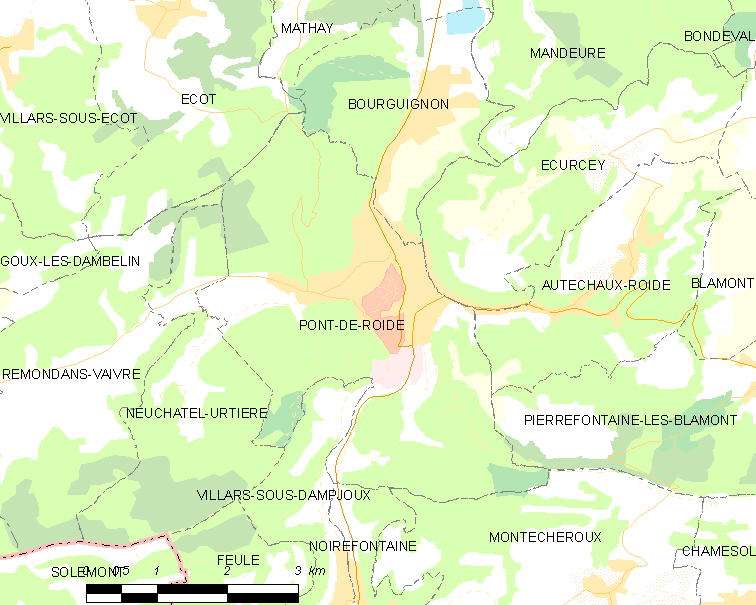
蓬德鲁瓦德-韦尔蒙当的OSM定位图

蓬德鲁瓦德-韦尔蒙当的时区为UTC+01:00、UTC+02:00（夏令时）。

## 行政
蓬德鲁瓦德-韦尔蒙当的邮政编码为25150，INSEE市镇编码为25463。

## 政治
蓬德鲁瓦德-韦尔蒙当所属的省级选区为瓦朗蒂涅县。

## 人口

1962-2008年间蓬德鲁瓦德-韦尔蒙当人口变化图示

蓬德鲁瓦德-韦尔蒙当于2022年1月1日时的人口数量为3971人。